# 布特拉世界贸易中心站
布特拉世界贸易中心站位於吉隆坡的布特拉路旁，是吉隆坡安邦线和大城堡线的其中一个高架轻快铁车站。本站属于安邦线第二阶段线路，于1998年12月6日开始运营。
PWTC是布特拉世界贸易中心（Putra World Trade Center）的缩写。PWTC是吉隆坡主要的会展中心之一，经常举办展览、会展、演唱会和其他大型活动。此站坐落于吉隆坡金三角，前往吉隆坡国际机场只需45分钟，还可以在附近找到商场、餐厅、娱乐中心和3至5星级的酒店。

400米附近有一个通勤铁路站  KA04  布特拉站，可以转乘至芙蓉线和巴生港线的其他车站。双威布特拉商场就在车站附近。

## 历史
本站为“实达轻快铁”（STAR）第二阶段开放的其中一个车站，其工程包括北延线（苏丹依斯迈站至冼都东站，延长3公里）和南延线（陈秀连站至大城堡站，延长12公里），两条延线均于1998年建成通车。在吉隆坡共和联邦运动会期间，政府在吉隆坡北部和南部区域建设了一条15公里的轨道，目的是将冼都东连接至市区及周边地区，以应付武吉加里尔共运会选手村和国家体育场的人潮。

## 车站结构
本站是安邦线和大城堡线的一个高架车站。车站站台设在顶楼，涵盖两个側式月台和两条线路；在底楼和站台楼之间有一个购票台（车站大厅）。此站的设计类似其他车站，多层屋顶由格子框架、白灰色墙壁和支柱。所有楼层都有楼梯和手扶梯连接。
| 二楼     |                                                                               |                                          |
| 侧式站台 |                                                                               |                                          |
| 1号站台: | 3 安邦线/4 大城堡线 34往 AG1 SP1 冼都東 (→)                                   |                                          |
| 2号站台: | 3 安邦线/4 大城堡线 34通过 AG11 SP11 陈秀连往 SP31 布特拉高原与 AG18 安邦 (←) |                                          |
| 侧式站台 |                                                                               |                                          |
| 一楼     | 车站大厅                                                                      | 自动售票机、验票闸门、售票站、车站控制台 |
| 地面     | 街道                                                                          | 鹅唛河、布特拉路                         |

## 车站周边
- 吉隆坡世界贸易中心（WTCKL）
- 双威布特拉广场
- 双威布特拉酒店 （页面存档备份，存于）
- 吉隆坡Dynasty 酒店 （页面存档备份，存于）

## 图片集

车站大厅
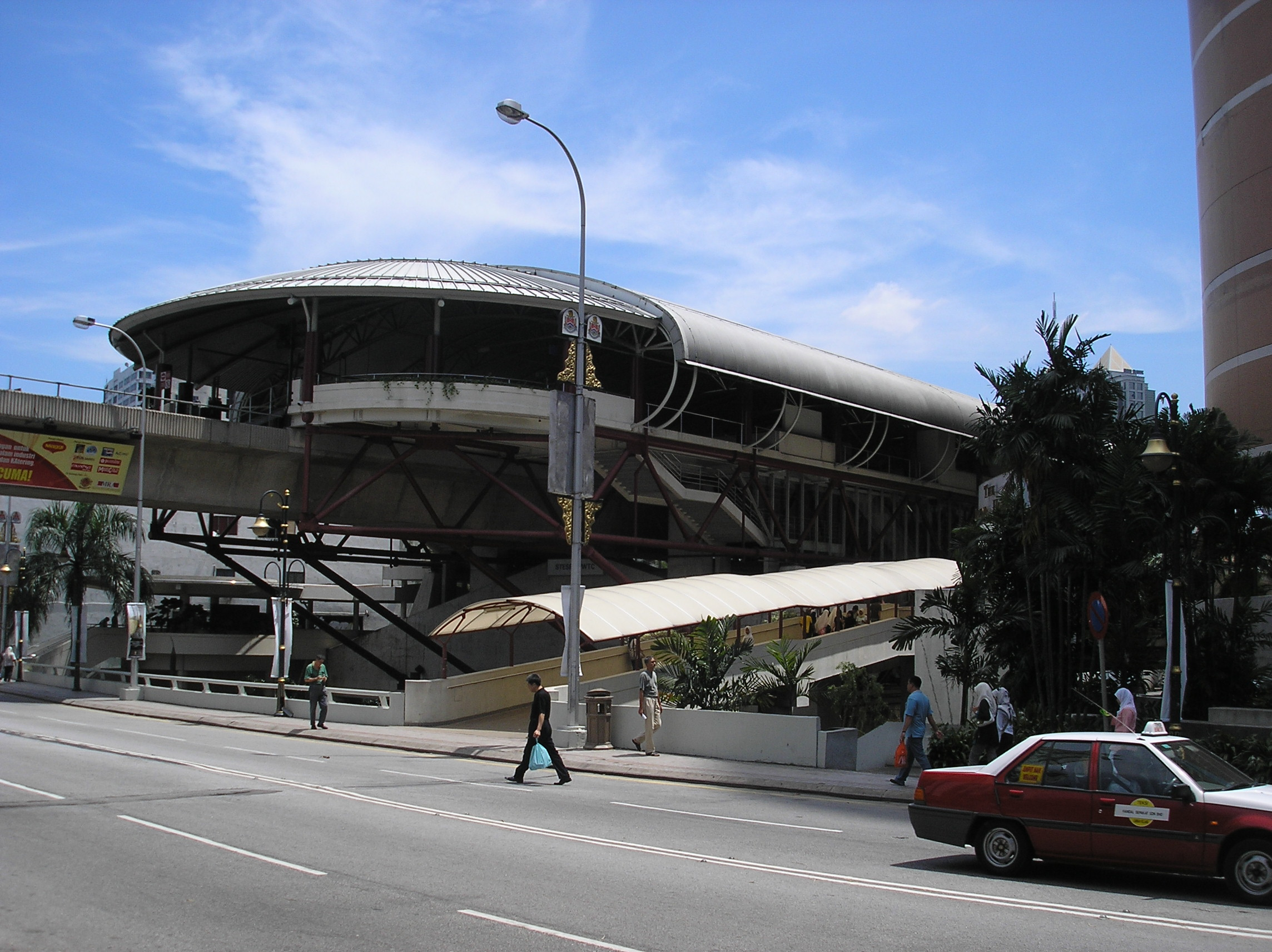
车站外观
车站站台